# Ławny Lasek
Ławny Lasek – osada w Polsce, w województwie warmińsko-mazurskim, w powiecie mrągowskim, w gminie Piecki. Wchodzi w skład sołectwa Stare Kiełbonki.
Do 2023 miejscowość była częścią wsi Stare Kiełbonki.
W latach 1975–1998 Ławny Lasek administracyjnie należał do województwa olsztyńskiego.